# Dániel Gazdag
Dániel Gazdag (* 2. März 1996 in Nyíregyháza) ist ein ungarischer Fußballspieler.

## Karriere

### Klub
In seiner Jugend begann Gazdag beim Nyíregyháza Spartacus FC mit dem Fußballspielen und wechselte anschließend zu Honvéd Budapest. Dort durchlief er alle Jugendmannschaften bis zur U19 und ging Anfang 2015 fest in die erste Mannschaft über. In den folgenden Jahren wurde er mit seiner Mannschaft ungarischer Meister und spielte mehrfach in der Europa-League-Qualifikation sowie ein Mal in der Champions-League-Qualifikation. In der Saison 2019/20 gewann er mit Honvéd den nationalen Pokal.
Im Mai 2021 wechselte er in die MLS zum Franchise Philadelphia Union. Er debütierte dort am 24. Mai 2021 bei einem 1:0-Sieg über D.C. United, als er in der 67. Minute für José Andrés Martínez eingewechselt wurde.
Seit April 2025 steht er bei Columbus Crew unter Vertrag.

### Nationalmannschaft
Nach der U18, U20 und U21 hatte Gazdag sein Debüt für die ungarische A-Nationalmannschaft am 5. September 2019 bei einer 1:2-Freundschaftsniederlage gegen Montenegro, als er zur zweiten Halbzeit für István Kovács eingewechselt wurde. Anschließend kam er im Halbfinale der Play-offs der Qualifikation zur Europameisterschaft 2021 sowie in zwei Spielen der Nations League 2020/21 zum Einsatz. Im folgenden Jahr bestritt er mehrere Partien der Qualifikation für die Weltmeisterschaft 2022.

## Erfolge

### Titel
- Ungarischer Meister: 2017
- Ungarischer Pokalsieger: 2020

### Auszeichnungen
- MLS Best XI: 2022